# Tarachodes gerstaeckeri
Tarachodes gerstaeckeri är en bönsyrseart som beskrevs av Werner 1907. Tarachodes gerstaeckeri ingår i släktet Tarachodes och familjen Tarachodidae. Inga underarter finns listade i Catalogue of Life.